# Tuân Tức
Tuân Tức (chữ Hán: 荀息; ?-651 TCN) là tướng quốc nước Tấn thời Xuân Thu trong lịch sử Trung Quốc. Ông có công giúp Tấn Hiến công diệt hai nước Ngu và Quắc, mở rộng lãnh thổ nước Tấn. Ông là đại thần tận trung với sự ủy thác vua kế nghiệp của Hiến công.

## Bày kế diệt Quắc và Ngu
Tuân Tức xuất hiện trong Sử ký từ chiến dịch chinh phạt hai nước Quắc và Ngu.
Nước Quắc vốn là chư hầu có thù nhiều đời với nước Tấn, cho các công tử trốn tránh của nước Tấn ở nhờ nên Tấn Hiến công muốn đánh Quắc.
Năm 658 TCN, Tấn Hiến công quyết định đánh Quắc. Tuy nhiên nước Quắc có nước Ngu là láng giềng thường cứu trợ lẫn nhau. Tuân Tức bèn hiến kế với Tấn Hiến công nên sai người lấy ngựa tốt và xe đẹp tặng vua nước Ngu để mượn đường đánh Quắc. Vua nước Ngu bằng lòng cho Tấn mượn đường đánh Quắc. Tấn Hiến công mang quân đánh Quắc, chiếm đất Dương Hạ.
Năm 654 TCN, Tấn lại mượn đường nước Ngu để đánh Quắc lần thứ hai. Quân Tấn kéo sang đánh, nước Quắc yếu không chống nổi, lại không có cứu viện của nước Ngu nên bị tiêu diệt.
Sau khi diệt Quắc, quân Tấn quay lại đánh úp nước Ngu, diệt nốt nước Ngu, bắt sống Ngu công. Bờ cõi nước Tấn mở rộng, trở thành nước lớn mạnh trong các chư hầu thời Đông Chu.

## Tận trung với vua nhỏ
Tấn Hiến công yêu vợ mới là Ly Cơ nên giết thế tử Thân Sinh và đuổi các con lớn là Trùng Nhĩ và Di Ngô, lập con Ly Cơ là Hề Tề làm thế tử năm 655 TCN.
Năm 651 TCN, Tấn Hiến công ốm nặng, gọi Tuân Tức vào ủy thác giúp thế tử Hề Tề. Tuân Tức thề sẽ tận trung với thế tử. Hiến công bèn phong cho Tuân Tức làm tướng quốc.
Tháng 9 năm 651 TCN, Tấn Hiến công qua đời. Hề Tề trở thành vua mới. Các đại thần là phe cánh của 3 công tử Thân Sinh, Trùng Nhĩ và Di Ngô không đồng tình lập Hề Tề làm vua. Trong lúc Hề Tề vẫn đang để tang Hiến công trong nhà quàn, tháng 10 năm đó, đại phu Lý Khắc mang quân đánh giết chết Hề Tề.
Tuân Tức muốn tự vẫn chết theo Hề Tề, nhưng có người khuyên ông nên tôn phù người con út của Hiến công là Trác Tử - có mẹ là em gái của Ly Cơ. Tuân Tức nghe theo, lại lập Trác Tử lên ngôi và làm lễ chôn cất Tấn Hiến công.
Nhưng cũng chỉ được 1 tháng, tới tháng 11 năm đó Lý Khắc lại mang quân đánh thẳng vào triều đình. Tuân Tức thế cô không thể chống lại lực lượng của Lý Khắc. Ông cùng Trác Tử đều bị giết.
Các đại phu nước Tấn đón công tử Di Ngô về làm vua, tức là Tấn Huệ công.